# Överums landskommun
Överums landskommun var en tidigare kommun i Kalmar län.

## Administrativ historik
Kommunen bildades 1931 genom att delar bröts ut ur Gamleby, Dalhem, Ukna, Västra Ed och Lofta. Det var ovanligt att en ny kommun skapades genom avstyckning från så många kommuner, som alla fortsatte att existera i mindre format. Vid kommunreformen 1952 gick dock även resterande del av Dalhem upp i Överum.
Vid inrättandet överfördes 250 personer från Dalhem, 66 från Gamleby, 729 från Lofta, 134 från Ukna och 283 från Västra Ed, vilket gav den nya kommunen 1 462 invånare
Kommunen upphörde 1971, då dess område tillfördes Västerviks kommun.
Kommunkoden var 0802.
Överums församling och jordebokssocknen Överums socken bildades samtidigt med samma territorium. Den 1 januari 1952 tillkom Dalhems församling.

## Kommunvapen
Blasonering: I blått fält ett svärd, omgivet av en lagerkrans, båda av guld.
Vapenbilden var Överums bruks fabriksmärke. Vapnet fastställdes av Kungl Maj:t den 18 december 1953 och gällde fram till kommunens upplösning i och med utgången av år 1970.

## Geografi
Överums landskommun omfattade den 1 januari 1952 en areal av 206,32 km², varav 186,62 km² land.

### Tätorter i kommunen 1960
I Överums landskommun fanns tätorten Överum, som hade 1 968 invånare den 1 november 1960. Tätortsgraden i kommunen var då 63,3 procent.

## Politik

### Mandatfördelning i valen 1946-1966
| 2 | 15 | 3 |

| 19 |

| 27 | 4 | 2 | 2 |

| 33 |

|  | 25 | 3 | 3 | 3 |

| 31 |

|  | 23 | 4 | 2 | 5 |

| 31 |

|  | 24 | 6 | 4 |

| 30 | 5 |

| 2 | 22 | 3 |  | 2 | 5 |

| 29 | 6 |